# ウォレン夫人の職業
『ウォレン夫人の職業』（ウォレンふじんのしょくぎょう、Mrs. Warren's Profession ）は、ジョージ・バーナード・ショーの戯曲。検閲を受け上演禁止になり、作者を怒らせたことでも有名。ヴァルター・ベンヤミンもこの作品について語った。

## あらすじ
下品な母と高い教育を受けた会計士の娘がいる。このウォレン母子の宅にある日、さまざまな男が訪問する。芸術家、牧師とその息子、爵位持ちの資産家など。芸術家は好人物で、牧師はいかがわしい。牧師の息子は、ハンサムなプレイボーイだが能無しで、ウォレンの娘に接近している。資産家も娘に恋してるようだ。下品な母の生い立ちや昔の職業が娘の知るところになり、事態は思わぬ方向に……。

## 登場人物
- ヴィヴィー（娘）
- プレイド（芸術家）
- ウォレン夫人（母）
- クロフツ（金持ち）
- フランク（牧師の子）
- サミュエル（牧師）